# حوزه انتخابیه اول کنتاکی
حوزه انتخابیه اول کنتاکی یک حوزه انتخابیه مجلس نمایندگان آمریکا است که در ایالت کنتاکی قرار دارد.